# 奥利弗·坎贝尔
奥利弗·坎贝尔（英語：Oliver Campbell，1871年2月25日—1953年7月11日），美国男子网球运动员。他曾获得1890年、1891年和1892年美国网球公开赛男子单打冠军、男子双打冠军。